# Муреш (цинут)
Муреш — один из десяти цинутов Румынии в 1938—1940 гг. В него входила часть Трансильвании (район проживания секеев). Столица — город Алба-Юлия.

## Герб
Герб состоял из девяти квадратов. Это изображало девять жудецов, входящих в состав цинута Муреш. Четыре квадрата, составлявшие греческий крест, были жёлтого цвета. Четыре квадрата в углах были синего цвета. Посередине герба (в центральном квадрате) была румынская корона, так как в 1922 году Фердинанд I был коронован в Алба-Юлии.

## Состав
В состав цинута входило девять жудецов:
- Алба
- Муреш
- Нэсэуд
- Одорхей
- Сибиу
- Тарнава-Маре
- Тарнава-Мича
- Фэгэраш
- Чук

В 1939 году жудец Нэсэуд был передан в состав цинута Кришурь в обмен на Турду.